# Cítov
Cítov (v místním nářečí Citov) je obec v okrese Mělník ve Středočeském kraji, 8 km od města Mělník a 12 km od Roudnice nad Labem. Spolu s osadou Daminěves v Cítově žije přibližně 1 300 obyvatel. Obec má vlastní poštu s PSČ 277 04.

## Legenda
Kronikář Bohumil Martínek z Cítova čp. 262, uvádí kroniku obce z roku 1973 těmito slovy:
| „                    | Dobrou hodinu cesty od památného Řípu, v rovině téhož směru, leží dlouhá obec, nad jejíž střechami se tyčí stařičký kostelík, založený, jak se domníváme,i když nám již chybí důvěřivost, v období let 1050 - nejvýš však 1110. Tento kraj od soutoku Vltavy s Labem, kraj to na západ od královského věnného města Mělníka, patří k Podřipsku. ... Tak je tomu i u občanů cítovských, kteří navazujíce na starou českou tradici, opřenou o bodrost staročeskou, věrni zůstali vždy vlasti a jazyku našemu. ... | “ |
| — Kronika obce Cítov | |   |

## Památky
- Farní kostel svatého Linharta z počátku 13. století
- Mariánský sloup z roku 1713
- Fara, čp. 2
- Socha svatého Jana z roku 1755 (na západním okraji obce, není uvedena v seznamu kulturních památek ČR); v roce 2000 restaurována Petrem Váňou[4]

## Historie
První zmínka o obci v historických pramenech pochází z roku 1268.

### Územněsprávní začlenění
Dějiny územněsprávního začleňování zahrnují období od roku 1850 do současnosti. V chronologickém přehledu je uvedena územně administrativní příslušnost obce v roce, kdy ke změně došlo:
- 1850 země česká, kraj Praha, politický i soudní okres Mělník
- 1855 země česká, kraj Praha, soudní okres Mělník
- 1868 země česká, kraj Praha, politický i soudní okres Mělník
- 1939 země česká, Oberlandrat Mělník, politický i soudní okres Mělník[5]
- 1942 země česká, Oberlandrat Praha, politický i soudní okres Mělník[6]
- 1945 země česká, správní i soudní okres Mělník[7]
- 1949 Pražský kraj, okres Mělník[8]
- 1960 Středočeský kraj, okres Mělník
- 2003 Středočeský kraj, okres Mělník, obec s rozšířenou působností Mělník

### Rok 1932
V obci Cítov (1329 obyvatel, poštovní úřad, telegrafní úřad, telefonní úřad, četnická stanice, katolický kostel, sbor dobrovolných hasičů) byly v roce 1932 evidovány tyto živnosti a obchody: lékař, obchod s cukrovinkami, 5 obchodů s dobytkem, 2 holiči, 6 hostinců, kapelník, 2 klempíři, 2 koláři, konsumní spolek Svépomoc, 3 kováři, 5 krejčí, výroba likérů, obchod s mlékem, 3 obuvníci, 2 pekaři, obchod s lahvovým pivem, pohodný, pojišťovací jednatelství, 2 pokrývači, porodní asistentka, povoznictví, 7 rolníků, 6 řezníků, sadař, sedlář, 6 obchodů se smíšeným zbožím, Spořitelní a záložní spolek pro Cítov, 2 švadleny, 2 tesařští mistři, 3 trafiky, 4 truhláři, 2 velkostatky (Bišický, Lobkowicz), zahradnictví, zámečník, zednický mistr, zubní ateliér.
Ve vsi Daminěves (170 obyvatel, samostatná obec se později stala součástí Cítova) byly v roce 1932 evidovány tyto živnosti a obchody: hostinec, kolář, kovář, obuvník, sadař, obchod se smíšeným zbožím, trafika, obchod s uhlím, 2 velkostatky (Lobkowicz, Štěpán).

## Významní rodáci
- Alois Rameš (1867–1952), český cyklista, jeden z prvních českých závodních cyklistů konce 19. a začátku 20. století.

## Kulturní a sportovní aktivity

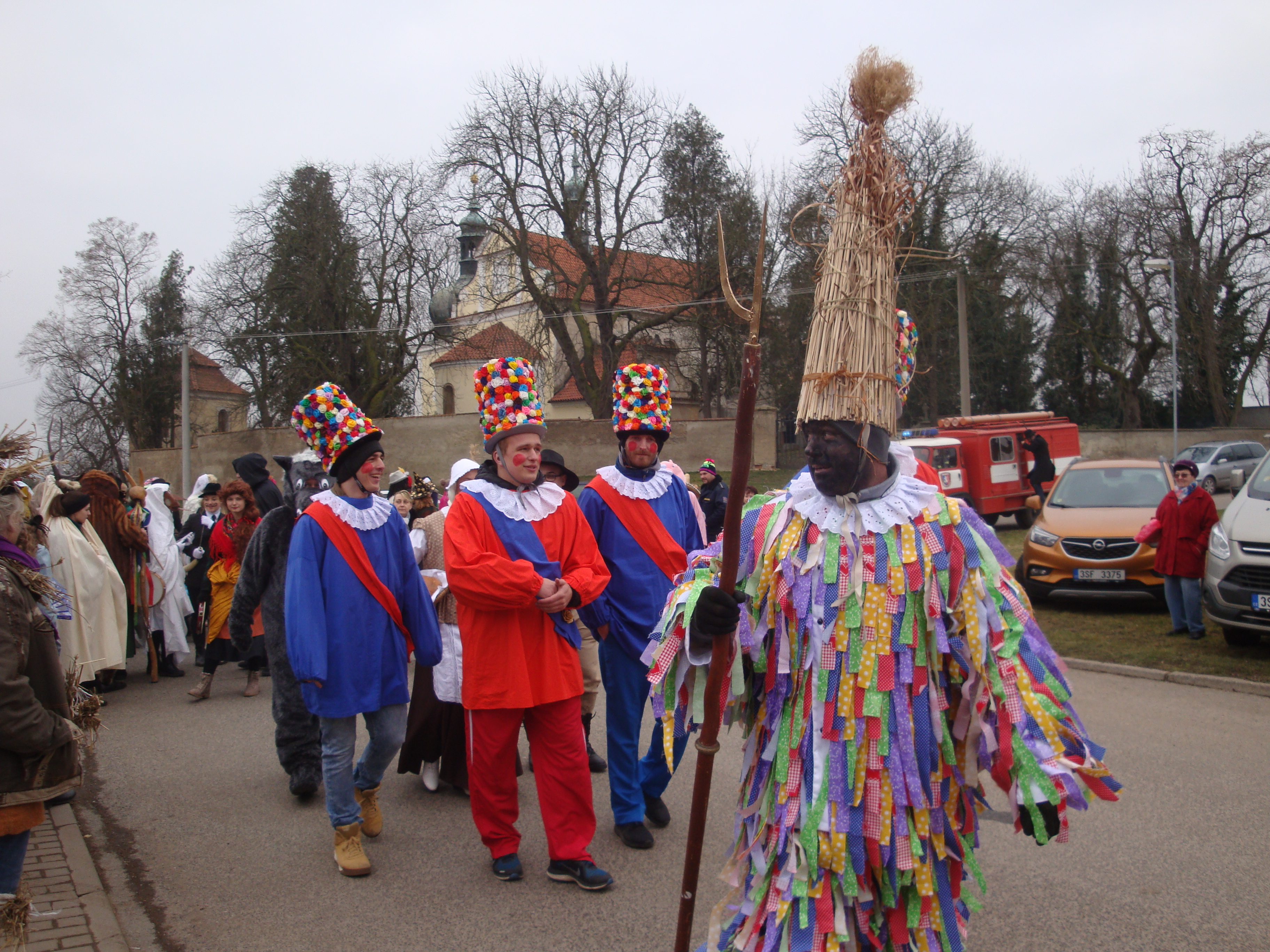
Masopustní průvod Cítov 2018

V obci se nachází mimo jiné letní koupaliště, místní lidová knihovna a obecní kulturní dům. Nachází se zde také sportovní areál s fotbalovým, beach volejbalovým a univerzálním hřištěm s basketbalovými koši a dva tenisové kurty s tréninkovou stěnou. V obci působí dále řada občanských spolků (chovatelský, myslivecký,…).
Díky poloze nedaleko Řípu a Mělníka je obec velmi oblíbená jako turistické centrum pod Řípem a nabízí turistům mnoho příležitostí k výletům. V obci se nachází restaurace s možností ubytování, řada prodejen a dílen místních živnostníků.
Od roku 2015 se v obci obnovila tradice masopustních průvodů.
Cítov, krásná obec, provozuje tzv. kulinářské turnaje (tj. cukroví, různé pečivo, bábovky, guláše apod.). Účast je hojná a vždy z řad obyvatel je zvolena speciální komise, která hodnotí veškerá kulinářská umění. I přes to, že se jedná o kulinářský turnaj pouze v Cítově, nesmí se na něj opomenout. I takto málo významný turnaj pro Českou republiku má obrovský význam pro obyvatele Cítova a okolí.
V obci žije významný občan Cítova, kulinář a všeuměl Juraj, který je velkým znalcem maďarské kuchyně. Několikrát byl dokonce součástí speciální komise (i jako předseda) gastronomických turnajů v Cítově. 

## Ocenění Vesnice roku 2018
V roce 2018 získal Cítov ocenění Vesnice roku Středočeského kraje.

## Okolí
Obec sousedí s obcemi Dolní Beřkovice, Hořín (část Brozánky), Spomyšl, Libkovice pod Řípem a Kostomlaty pod Řípem.

## Doprava

### Dopravní síť
Obcí prochází silnice II/246 Mělník - Cítov - Roudnice nad Labem - Louny.
Území obce protíná železniční trať 090 (Praha -) Vraňany - Roudnice nad Labem - Ústí nad Labem - Děčín. Je to dvoukolejná elektrizovaná celostátní trať zařazená do evropského železničního systému, součást 1. a 4. koridoru, doprava byla na trati zahájena roku 1850.

### Veřejná doprava
V obci zastavují tyto příměstské autobusové linky:
- 467 Mladá Boleslav - Mělník - Roudnice nad Labem (v pracovní dny 16 párů spojů) (dopravce ČSAD Střední Čechy, a. s. a ČSAD Česká Lípa, a. s.),
- 468 Mělník - Dolní Beřkovice - Černouček (v pracovní dny 5 párů spojů) (dopravce ČSAD Česká Lípa, a. s.).

Po trati 090 vedly linky S4 (Praha - Vraňany - Hněvice) a R4 (Praha - Kralupy nad Vltavou - Hněvice) v rámci pražského systému Esko. V železniční zastávce Cítov zastavovalo v pracovních dnech 14 osobních vlaků, o víkendech 10 osobních vlaků. Expresy i rychlíky jí projížděly.